# Red (album King Crimson)
Red – album studyjny zespołu King Crimson, wydany w 1974 roku przez Island Records Ltd. Po zakończeniu nagrań, we wrześniu zespół zawiesił działalność.

## Lista utworów
| 1. | „Red” (Fripp)                                        | 5:58  |
|    |                                                      |       |
| 2. | „Fallen Angel” (Fripp/Wetton/Palmer-James)           | 5:58  |
|    |                                                      |       |
| 3. | „One More Red Nightmare” (Fripp/Wetton)              | 7:07  |
|    |                                                      |       |
| 4. | „Providence” (Cross/Fripp/Wetton/Bruford)            | 9:22  |
|    |                                                      |       |
| 5. | „Starless” (Cross/Fripp/Wetton/Bruford/Palmer-James) | 12:12 |
|    |                                                      |       |
|    |                                                      | 40:37 |
|    |                                                      |       |
- Red – instrumentalny utwór skomponowany przez Roberta Frippa (razem z utworem „Blue”, który jednak nigdy nie został nagrany)[15][16].

- Fallen Angel – ostatni nagrany utwór King Crimson, w którym Robert Fripp gra na gitarze akustycznej. Na następnych nagraniach można usłyszeć jedynie jego gitarę elektryczną. Piosenkę rozpoczyna krótka, instrumentalna improwizacja wykonywana przez oryginalny skład z lat 1972-74 z Jamiem Muirem i Davidem Crossem. Wcześniejszą wersję utworu, znaną również jako „Improv: Fallen Angel”, można usłyszeć na wydawnictwie King Crimson Collectors’ Club – Live at the Zoom Club (October 13, 1972[17].

- One More Red Nightmare – utwór opowiada historię o mężczyźnie, który zasnął podczas podróży autobusem linii Greyhound (Really safe and sound/Asleep on the Greyhound). Śni, że znajduje się w samolocie a budzi się przed uderzeniem w ziemię. Utwór rozpoczyna się od charakterystycznego gitarowego riffu, by potem przejść w dynamiczną partię wokalną. Całości towarzyszy perkusja Bruforda. W środkowej i końcowej części pojawia się solo saksofonowe[potrzebny przypis].

- Providence – instrumentalny, całkowicie zaimprowizowany utwór nagrany podczas koncertu w Palace Theatre w Providence 30 czerwca 1974 roku. Jest jedyną koncertową pozycją na płycie. Dłuższa wersja utworu jest dostępna na koncertowym 4-płytowym albumie The Great Deceiver (płyta 1, utwór 7)[potrzebny przypis].

- Starless – najdłuższy utwór na albumie. Zaczyna się od dźwięków melotronu, gitary elektrycznej i saksofonu granych w sposób przywołujący „Epitaph(inne języki)” z płyty In the Court of the Crimson King. To wprowadzenie do części wokalnej o standardowej strukturze (zwrotka-refren). Środkowa sekcja utworu przypomina „The Talking Drum” z Larks’ Tongues in Aspic. Rozpoczyna się pojedynczymi brzmieniami zniekształconej gitary, perkusją i gitarą basową. Z czasem gra staje się głośniejsza i bardziej agresywna, mimo że tempo nie ulega zmianie a Fripp gra tylko dwa różne dźwięki. Ostatnia część utworu zaczyna się gwałtownym przejściem do szybkiego, jazzowego, saksofonowego solo ze zniekształconymi dźwiękami gitary prowadzącej i basowej oraz ekspresyjną perkusją Billa Bruforda. Piosenkę kończy krótka powtórka tematu otwierającego utwór[18].

## Skład zespołu
- Robert Fripp – gitary, melotron
- Bill Bruford – perkusja
- John Wetton – gitara basowa, śpiew

oraz
- David Cross – skrzypce
- Marc Charig – kornet
- Mel Collins – saksofon sopranowy
- Ian McDonald – saksofon altowy
- Robin Miller – obój